# سيث باور
سيث باور (بالإنجليزية: Seth Bauer)‏ هو موجه قوارب ‏ أمريكي، ولد في 25 سبتمبر 1959 في بريدجبورت في الولايات المتحدة.

## وصلات خارجية
- سيث باور على موقع الاتحاد الدولي للتجديف (الإنجليزية)
- سيث باور على موقع اللجنة الأولمبية الدولية (الإنجليزية)
- سيث باور على موقع أوليمبيديا (الإنجليزية)